# Edward Russell, II Barone di Liverpool
Edward Russell, II Barone di Liverpool (Liverpool, 10 aprile 1895 – Liverpool, 8 aprile 1981), è stato un giudice, storico e scrittore britannico.

## Biografia
Era il figlio di Richard Henry Langley Russell, secondogenito di Edward Russell, I Barone di Liverpool, e succedette al titolo del nonno nel 1920. Fu educato al Liverpool College e al St John's College di Cambridge.
Subito dopo lo scoppio della I guerra mondiale lasciò Cambridge, per unirsi all'esercito britannico, dove servì con distinzione guadagnando Military Cross tre volte.
Nel 1931 fu chiamato al Gray's Inn e da allora svolse la sua carriera nell'ufficio del Judge Advocate.
Dal 1946 al 1951 fu consulente del British Army of the Rhine per i crimini di guerra giudicati dai tribunali britannici, sia per il processo di Norimberga che per il processo di Tokyo, svoltisi dopo la fine della Seconda Guerra Mondiale. È stato onorato con il titolo di commendatore dell'Ordine dell'Impero Britannico.

## Pubblicazioni
- The Scourge of the swastika: A Short History of Nazi War Crimes (1954), traduzione italiana Il flagello della svastica , Feltrinelli, Milano, (1955)